# Сєверо-Гундорівський
Сєверо-Гундорівський — селище в Україні, у Сорокинській міській громаді Довжанського району Луганської області. З 2014 року є окупованим.
Знаходиться на тимчасово окупованій території України.

## Історія
12 червня 2020 року, відповідно до Розпорядження Кабінету Міністрів України № 717-р «Про визначення адміністративних центрів та затвердження територій територіальних громад Луганської області», увійшло до складу Сорокинської міської громади.
17 липня 2020 року, в результаті адміністративно-територіальної реформи та ліквідації  Сорокинського району, увійшло до складу новоутвореного Довжанського району.

## Населення
За даними перепису 2001 року населення смт становило 1496 осіб, з них 6,02% зазначили рідною мову українську, 93,38% — російську, а 0,6% — іншу.